# Macrobiotus santoroi
Macrobiotus santoroi är en djurart som tillhör fylumet trögkrypare, och som beskrevs av Giovanni Pilato och D'Urso 1976. Macrobiotus santoroi ingår i släktet Macrobiotus och familjen Macrobiotidae. Inga underarter finns listade i Catalogue of Life.